# Sonja Sutter
Sonja Sutter (Friburgo in Brisgovia, 17 gennaio 1931 – Baden bei Wien, 1º giugno 2017) è stata un'attrice tedesca.

## Filmografia
- Frauenschicksale (1952)
- Meines Vaters Pferde, 1. Teil: Lena und Nicoline (1954)
- Das Schweigen im Walde (1955)
- Star mit fremden Federn (1955)
- Die Barrings (1955)
- Johannisnacht (1956)
- Drei Birken auf der Heide (1956)
- Minna von Barnhelm (1957)
- Lissy (1957)
- Mrs. Cheneys Ende (1957)
- Der Geisterzug (1957)
- Tatort Berlin (1958)
- Sie kannten sich alle (1958)
- Der Lotterieschwede (1958)
- Die Verschwörung des Fiesco zu Genua (1961)
- Jedermann (1961)
- Lumpazivagabundus (1962)
- Elektra (1963)
- Mario un der Zirkus (1963)
- Ein Dorf ohne Männer (1963)
- Heinrich VI (1964)
- Die letzte Folge (1964)
- Onkel Wanja - Szenen aus dem Landleben (1965)
- Schmutzige Hände (1968)
- Jedermann (1970)
- Nachbarn (1970)
- Die weiße Stadt (1975)
- Ein treuer Diener seines Herrn ((1975)
- Wir pfeifen auf den Gurkenkönig (1976)
- Der Kommissar (una puntata, 1976)
- Ich will leben (1976)
- Heidi (1978)
- Tatort (un episodio, 1981)
- Jedermann (1983)
- Wer erschoß Boro? (1987)
- Wilherlm Tell ((1990)
- Lieben wie gedruckt (1995)
- L'ispettore Derrick (sei episodi, 1983-1998)
- Schloßhotel Orth (un episodio, 2003)
- Il commissario Köster (dieci episodi, 1979-2005)